# 司马遂
司馬遂（3世纪—266年8月13日），字子伯，晉朝宗室，是司馬懿弟弟司馬恂之子。曹魏時期司馬遂受封關內侯，正始二年（241年）以司馬懿弟子進爵平昌亭侯，擔任典軍郎將。景元二年（261年），進爵武城鄉侯，擔任督鄴城守諸軍事、北中郎將。咸熙元年（264年），朝廷開建五等爵位，司馬遂受封祝阿伯，並升遷至冠軍將軍。司馬炎稱帝後，司馬遂受封濟南王。泰始二年六月壬申（266年8月13日）去世。諡號為惠，故稱濟南惠王。

## 延伸阅读
[在维基数据编辑]
 《晉書·卷037》，出自房玄齡《晉書》